# Hadrodontes nigrescens
Hadrodontes nigrescens är en fjärilsart som beskrevs av Butler 1896. Hadrodontes nigrescens ingår i släktet Hadrodontes och familjen praktfjärilar. Inga underarter finns listade i Catalogue of Life.